# Dicaelognathus mongolicus
Dicaelognathus mongolicus là một loài tò vò trong họ Ichneumonidae.